# Olympische Sommerspiele 1992/Teilnehmer (Guinea)
| Gelbes Symbol für Goldmedaillen mit stilisierten Olympischen Ringen | Graues Symbol für Silbermedaillen mit stilisierten Olympischen Ringen | Braundes Symbol für Bronzemedaillen mit stilisierten Olympischen Ringen |
| ------------------------------------------------------------------- | --------------------------------------------------------------------- | ----------------------------------------------------------------------- |
| —                                                                   | —                                                                     | —                                                                       |

Guinea nahm an den Olympischen Sommerspielen 1992 in Barcelona, Spanien, mit einer Delegation von acht Sportlern (sechs Männer und zwei Frauen) an elf Wettbewerben in zwei Sportarten teil. Medaillen konnten keine gewonnen werden. Es war die fünfte Teilnahme des Landes an Olympischen Sommerspielen.

## Teilnehmer nach Sportarten

### Judo
Männer
- Mamadou Bah
  - Superleichtgewicht

Finale: Rang 17

- Sekou Camara
  - Halbmittelgewicht

Finale: Rang 34

- Mohamed Doukouré
  - Halbschwergewicht

Finale: Rang 21

### Leichtathletik
Frauen
- Aminata Konaté
  - 100-Meter-Lauf

Runde eins: ausgeschieden in Lauf sieben (Rang sieben), 12,33 Sekunden

- Oumou Sow
  - 200-Meter-Lauf

Runde eins: ausgeschieden in Lauf vier, Rennen nicht beendet

Männer
- Soriba Diakité
  - 100-Meter-Lauf

Runde eins: ausgeschieden in Lauf sechs (Rang sechs), 11,10 Sekunden
  - Weitsprung

Qualifikationsrunde: Gruppe A, ohne Weite ausgeschieden

- Amadou Sy Savané
  - 200-Meter-Lauf

Runde eins: ausgeschieden in Lauf drei (Rang sieben), 21,86 Sekunden
  - 400 Meter Hürden

Runde eins: ausgeschieden in Lauf zwei (Rang sieben), 554,26 Sekunden

- Mohamed Sy Savané
  - 800-Meter-Lauf

Runde eins: ausgeschieden in Lauf vier (Rang fünf), 1:51,80 Minuten
  - 1500-Meter-Lauf

Runde eins: ausgeschieden in Lauf drei (Rang neun), 3:51,96 Minuten